# Оливър Хевисайд
Оливър Хевисайд (на английски: Oliver Heaviside) е самоук английски електроинженер, математик и физик, който приспособява комплексните числа за изучаването на електрическите вериги, разработва техники за приложението на трансформациите на Лаплас за решаване на диференциални уравнения, реформулира уравненията на Максуел в изрази на електрически и магнитни сили и енергийни потоци и независимо от Уилард Гибс формулира съпътстващия векторен анализ.

## Биография
Роден е на 18 май 1850 година в Камдън Таун, днес квартал на Лондон, Великобритания. На 16-годишна възраст прекъсва училище и две години по-късно започва работа в англо-датска кабелна компания, където работи шест години. Докато е там изучава самостоятелно теорията на електричеството и магнетизма и приложната математика.
След това Хевисайд променя уравненията на Максуел, довеждайки ги до съвременната им форма (по същото време Херц извежда също тази форма). Много от неговия труд остава неподкрепен (нефинансиран) за дълго време. Хевисайд е и основоположник на теорията на електромагнитните линии.
Хевисайд е бил усамотен и раздразнителен, качества, които не му спечелват много приятели. Постоянни атаки към математици от Кеймбридж му донасят лоша слава, както и факта, че неговите статии са били трудни за разбиране. Например той е настоявал, че електрическите потенциали нямат стойност. По негови думи това били чудовища на Максуел и трябвало да се премахнат. По подобен начин той пренебрегва и теорията на относителността. Въпреки всичките му провали, нещо от това, което се учи днес за електрическите вериги, се приписва на Хевисайд.
Самоукият гений имал доста странни навици. Той обожавал ноктите си и често ги лакирал в розово. Той също така не обичал класическите мебели, затова изпразнил жилището си от такива и на тяхно място поставил блокове от гранит. Освен това Хевисайд често забравял да се храни и с дни консумирал единствено мляко.
Умира на 3 февруари 1925 година в Торки на 74-годишна възраст.

## Изобретения и открития от Хевисайд
- Разработва идеята за йоносферата, предсказвайки съществуването на слоя Кенели – Хевисайд.
- Разработва теорията на електропреносните линии (известна като „телеграфни уравнения“).
- Независимо въвежда вектора на Умов-Пойнтинг и три години преди Хендрик Лоренц намира израза за силата на Лоренц[1].
- Опростява оригиналните резултати на Максуел, за да се ползват по-удобно от учените. Тази нова формулировка дава четири векторни уравнения, известни днес именно като уравнения на Максуел.
- Въвежда т.нар. функция на Хевисайд, използвана за моделиране на електрическия ток във верига.
- Разработва понятието вектор и векторен анализ.
- Създава операторния метод за решаване на линейните диференциални уравнения.